# Михайловский район (Казахстан)
Михайловский район (каз. Михайлов ауданы) — единица административного деления Павлодарской области Казахской ССР, существовавшая в 1944—1957 годах. Центр — село Михайловка.

## История
Михайловский район был образован 8 мая 1944 года в составе Павлодарской области путём разукрупнения Урлютюбского района.
На 1 января 1951 года район включал 12 сельсоветов: Благодатненский, Будённовский, Ворошиловский, Джамбулский, Жана-Жулдузский, Ильясовский, Искаринский, Казахстанский, Красновский, Михайловский, Ново-Кузьминский и Партизанский.
25 октября 1957 года Михайловский район был упразднён, а его территория передана в состав Урлютюбского района.

## СМИ
В районе издавалась газета «Ленинское знамя».